# Rivière des Montagnes Blanches
Pour les articles homonymes, voir Montagnes Blanches.
La rivière des Montagnes Blanches est un affluent du lac Manouane, coulant dans le territoire non organisé de Mont-Valin, dans la partie Nord de la municipalité régionale de comté (MRC) du Fjord-du-Saguenay, dans la région administrative de Saguenay–Lac-Saint-Jean, dans la province de Québec, au Canada,,.
La foresterie constitue la principale activité économique du secteur ; les activités récréotouristiques sont accessoires considérant l’éloignement géographique et le manque de routes d’accès.
La surface de la rivière des Montagnes Blanches est habituellement gelée de la fin novembre au début avril, toutefois la circulation sécuritaire sur la glace se fait généralement de la mi-décembre à la fin mars.

## Géographie
Les principaux bassins versants voisins de la rivière des Montagnes Blanches sont :
- côté Nord : rivière Lerole, lac Plétipi, lac Maublant, Lac Boivin, rivière Boivin ;
- côté Est : lac à la Croix, lac Manouanis, rivière Manouanis, rivière Auriac, rivière Écho, rivière aux Pékans, rivière Canton, rivière à l’Argent ;
- côté Sud : lac Manouane, lac Opitoune, rivière Manouane, Petite rivière Manouane ;
- côté Ouest : Petite rivière des Perdrix Blanches, rivière Péribonka, lac Onistagane, rivière Bonnard, rivière Modeste, rivière à Michel[2].

La rivière des Montagnes Blanches prend sa source à l’embouchure du lac Pambrun (longueur : 8,6 km ; altitude : 650 m) dans le territoire non-organisé de Mont-Valin. L’embouchure de ce lac est située à :
- 6,5 km au Sud-Est du cours de la rivière Lerole ;
- 14,2 km à l’Est du cours de la rivière Savane ;
- 20,3 km à l’Ouest du hameau Kauapushishkat ;
- 30,1 km au Sud-Ouest du lac Plétipi ;
- 34,5 km au Nord-Est du lac Benoît ;
- 51,7 km au Nord-Est du cours de la rivière Péribonka ;
- 43,3 km au Nord du lac Piacouadie ;
- 99,4 km au Nord-Ouest de l’embouchure de rivière des Montagnes Blanches[2],[5].

À partir de sa source, la rivière des Montagnes Blanches coule sur 132,2 km sur un dénivelé de 154 m entièrement en zone forestière, selon les segments suivants :
Cours supérieur de la rivière des Montagnes Blanches (segment de 55,8 km)
- 7,4 km vers le Nord-Est, en traversant sur 3,3 km un lac non identifié (longueur : 4,3 km ; altitude : 613 m), jusqu’à son embouchure ;
- 7,6 km vers le Sud en ligne droite, en traversant un lac non identifié (longueur : 2,0 km ; altitude : 578 m) sur sa pleine longueur, jusqu’à son embouchure ;
- 13,5 km vers le Sud, notamment en traversant sur 0,7 km un premier lac non identifié (longueur : 1,9 km ; altitude : 557 m) lequel reçoit la décharge (venant du Nord-Est) du lac Talien ; et en traversant sur 2,4 km un deuxième lac non identifié (longueur : 3,3 km ; altitude : 549 m) jusqu’à son embouchure. Note : ce deuxième lac reçoit du côté Nord-Est la décharge de quelques lacs ;
- 13,0 km vers le Sud-Ouest, en traversant sur 2,2 km le lac Galibert (longueur : 2,8 km ; altitude : 549 m), jusqu’à son embouchure ;
- 14,3 km vers le Sud en traversant quelques lacs difformes en milieu de segment, jusqu’à la décharge du lac Piacouadie (venant du Sud) ;

Cours intermédiaire de la rivière des Montagnes Blanches (segment de 16,9 km)
- 12,5 km vers l’Est en formant une grande boucle vers le Nord en traversant une chute et en recueillant la décharge (venant du Nord) de quelques lacs, en traversant sur 2,9 km un lac non identifié (longueur : 4,9 km ; altitude : 528 m), jusqu’à son embouchure ;
- 5,4 km vers le Sud-Est en formant un crochet vers le Nord-Est et en traversant quatre zones de rapides, jusqu’à la confluence de la rivière aux Perches ;

Cours inférieur de la rivière des Montagnes Blanches (segment de 59,5 km)
- 2,7 km vers le Sud-Est, jusqu’à la rive Nord-Ouest du lac des Sept Milles ;
- 8,1 km vers le Sud-Est en traversant le lac des Sept Milles (altitude : 519 m), jusqu’à son embouchure ;
- 14,1 km vers le Sud-Est, jusqu’à la décharge (venant de l’Ouest) d’un ensemble de lacs ;
- 13,7 km vers le Sud-Est en recueillant une décharge (venant du Nord-Est) d’un ensemble de lacs, jusqu’à la confluence de deux ruisseaux (l’un venant de l’Est, l’autre de l’Ouest) ;
- 10,3 km vers le Sud-Est dont 6,1 km en traversant un élargissement de la rivière, jusqu’à l’entrée de la Baie des Mauves au fond de laquelle se déverse la rivière Falconio ;
- 10,6 km vers le Sud dans un élargissement de la rivière, jusqu’à son embouchure[2].

La rivière des Montagnes Blanches se déverse sur la rive Nord du lac Manouane. Cette embouchure est située :
- 15,8 km au Nord-Ouest de l’embouchure du lac Manouane ;
- 94,5 km au Nord de l’embouchure de la Petite rivière Manouane ;
- 149,7 km au Nord de la confluence de la rivière Péribonka et de la rivière Manouane ;
- 51,6 km au Nord-Est de l’embouchure du lac Onistagane lequel est traversé par la rivière Péribonka ;
- 110,5 km au Nord de l’embouchure du lac Péribonka ;
- 251 km au Nord de l’embouchure de la rivière Péribonka (confluence avec le lac Saint-Jean)[2].

À partir de l’embouchure de la rivière des Montagnes Blanches, le courant traverse le lac Manouane sur 17,4 km vers le Sud-Est, le cours de la rivière Manouane sur 150 km vers le Sud, le cours de la rivière Péribonka sur 602,7 km vers le Sud, traverse le lac Saint-Jean sur 29,3 km vers l’Est, puis emprunte sur 155 km le cours de la rivière Saguenay vers l’Est jusqu'à la hauteur de Tadoussac où il conflue avec le fleuve Saint-Laurent.

## Toponymie
Le spécifique Montagnes Blanches a été officiellement attribué à la rivière en 1945 par la Commission de géographie du Québec. Il n’est point déraisonnable de croire que cette désignation toponymique était en usage auparavant. Dans la zone de la source de la rivière des Montagnes Blanches, de nombreux sommets culminent à plus de 750 m, demeurant enneigés jusqu’à la fin de l’été ; ce constat aurait motivé le choix de cette appellation descriptive. Variantes : Rivière Tse-Sa-Tsu ; Rivière Wabscochio.
Le toponyme de « rivière des Montagnes Blanches » a été officialisé le 5 décembre 1968 à la Banque des noms de lieux de la Commission de toponymie du Québec.